# Anita Alvarez
Anita Alvarez (Amherst, Nueva York, 2 de diciembre de 1996) es una deportista estadounidense que compite en natación artística.
Participó en tres Juegos Olímpicos de Verano entre los años 2016 y 2024, obteniendo una medalla de plata en París 2024 en la prueba de equipo. Ganó cuatro medallas en el Campeonato Mundial de Natación, en los años 2023 y 2024.
El 22 de junio de 2022, durante la final del ejercicio de solo libre en el Campeonato Mundial de Natación de 2022 en Budapest, su entrenadora, Andrea Fuentes, le salvó la vida al desvanecerse en la piscina mientras actuaba.

## Palmarés internacional
| Juegos Olímpicos   | Juegos Olímpicos | Juegos Olímpicos  | Juegos Olímpicos  |
| Año                | Lugar            | Medalla           | Prueba            |
| ------------------ | ---------------- | ----------------- | ----------------- |
| 2024               | París (Francia)  | Medalla de plata  | Equipo            |
| Campeonato Mundial |                  |                   |                   |
| Año                | Lugar            | Medalla           | Prueba            |
| 2023               | Fukuoka (Japón)  | Medalla de plata  | Rutina acrobática |
| 2023               | Fukuoka (Japón)  | Medalla de bronce | Equipo técnico    |
| 2024               | Doha (Catar)     | Medalla de bronce | Equipo libre      |
| 2024               | Doha (Catar)     | Medalla de bronce | Rutina acrobática |